# Auguste Dutreux
Auguste Dutreux, né le 1er mars 1873 à Luxembourg et mort le 4 juillet 1954 à La Celle-Saint-Cloud, est un grand industriel d'origine luxembourgeoise, naturalisé français.

## Vie professionnelle
Il entre à l'École Centrale de Paris (E.C.P) et en sort Major de promotion en 1896, tout comme son père, Tony Dutreux en 1859. Ce fait est resté inégalé jusqu'à nos jours.
Naturalisé Français en 1903, il est mobilisé en 1914. Il est mis en sursis pour diriger la construction de l'Usine S. E. V. (Société pour Equipement électrique des Véhicules) chargée de reprendre et de développer en France la fabrication des magnétos d'aviation, jusqu'alors monopole de l'industrie allemande. En 1916, estimant que cette usine se trouvait en plein fonctionnement, il demande à être renvoyé au front, mais cette satisfaction lui fut refusée par le Ministère de l’Armement qui l'envoya en missions en Angleterre, en Suisse et aux États-Unis, tout en restant administrateur-délégué de la S. E. V.
Ses qualités d’Administrateur se sont employées d’autre part, dans différentes Sociétés des industries métallurgiques et automobiles; Aciéries de Grand Couronne, Cie d'Applications Mécaniques, etc. ainsi qu’à l'étranger où il fut Président de la Société des Chemins de Fer Guillaume à Luxembourg ; et Administrateur de la Banque Internationale à Luxembourg; mais surtout entré dès 1908 à Dunlop Rubber C° Ltd comme Administrateur, il devint en 1911 Administrateur Délégué de la Société Française des Pneumatiques Dunlop. Il devait devenir Président du Conseil d’Administration, puis Président Directeur Général. Pendant la seconde guerre mondiale, il résiste aux pressions allemandes qui voulaient prendre le contrôle dans cette société. À la Libération, il s'emploie à faire reconstruire l'usine de Montluçon détruite par les bombardements du 15 septembre 1943. Cette dernière fournira de nombreux pneumatiques aux armées françaises et alliées. Il fut officiellement remercié par l'Armée américaine pour sa contribution à l'effort de guerre. La France l’élèvera au grade de Commandeur de la Légion d'honneur pour des faits identiques. Finalement, il passera plus de 45 ans au service de Dunlop France et restera à la tête de cette entreprise jusqu'à son décès.

## Vie familiale
Il se marie en 1914 avec Suzanne Noroy. Le couple s'installe définitivement en 1926 dans le château familial Pescatore-Dutreux situé à la Celle Saint-Cloud. Ils font de nombreux travaux qui durent dix ans afin de lui redonner son esthétique d'origine. En mai 1940, le couple héberge pendant quelques jours, la grande duchesse Charlotte de Luxembourg et sa famille, sur la route de l'exil.
À la fin de sa vie, Auguste Dutreux fait de nombreux dons auprès de nombreux bénéficiaires tels que son ancienne École, une fondation portant le nom de son père et le sien, et enfin, le ministère des Affaires étrangères. Souhaitant que son Château de La Celle et son parc soient conservés dans leur intégralité, il les lègue, mais avec des conditions strictes d'utilisation, le 7 février 1951, au ministère français des Affaires étrangères dont le ministre est alors Robert Schuman, d'origine luxembourgeoise comme lui. 
Suzanne Dutreux, sans descendance, décède le 6 novembre 1947.
Après une courte maladie, Auguste Dutreux décède dans son château, à l'âge de 81 ans le 4 juillet 1954. Il est enterré entouré des siens, dans l'enclos familial et privé du cimetière de La Celle Saint-Cloud. Deux rues portent désormais son nom : une à La Celle Saint-Cloud et l'autre à Kockelscheuer (Luxembourg).

## Distinctions et médailles
- Commandeur de la Légion d'honneur en 1948 pour la remise en fonctionnement de l'usine Dunlop de Montluçon ; chevalier en 1920 à titre militaire
- Fanion A - remis en 1945 par le Général américain ALLEN en récompense de l'effort de guerre accomplit